# Tuschinski Theater Orkest
Het Tuschinski Theater Orkest was een bioscooporkest dat bij de opening van het Theater Tuschinski in 1921 opgericht werd. Abraham Tuschinski stelde Max Tak aan als directeur van het orkest. 
Het orkest zou tot de Duitse bezetting elke dag zwijgende films van muziek voorzien. Max Tak stelde de programma's samen en trad voor het orkest op als violist, dirigent en componist.
Onder leiding van Tak verzorgde het orkest ook concerten voor de AVRO-radio.